# 盲文
盲文（法語：Braille，發音：[bʁɑj] ⓘ）又稱盲文、盲字、凸字，是盲人使用的文字，由法國人路易·布萊葉發明，透過點字板、點字打字機、點字打印機等在紙張上製作出不同組合的凸點而組成。盲文的基本單位是長方形的盲符，有位置固定的六個點，每個點可以凸出或不凸出，形成64種可能，而全部不凸出不能表示實際含義，所以通常認為只有63種。六個點的分布是左右兩行，上中下三層。如圖所示，左行自上而下稱為1、2、3點，右行自上而下稱為4、5、6點。

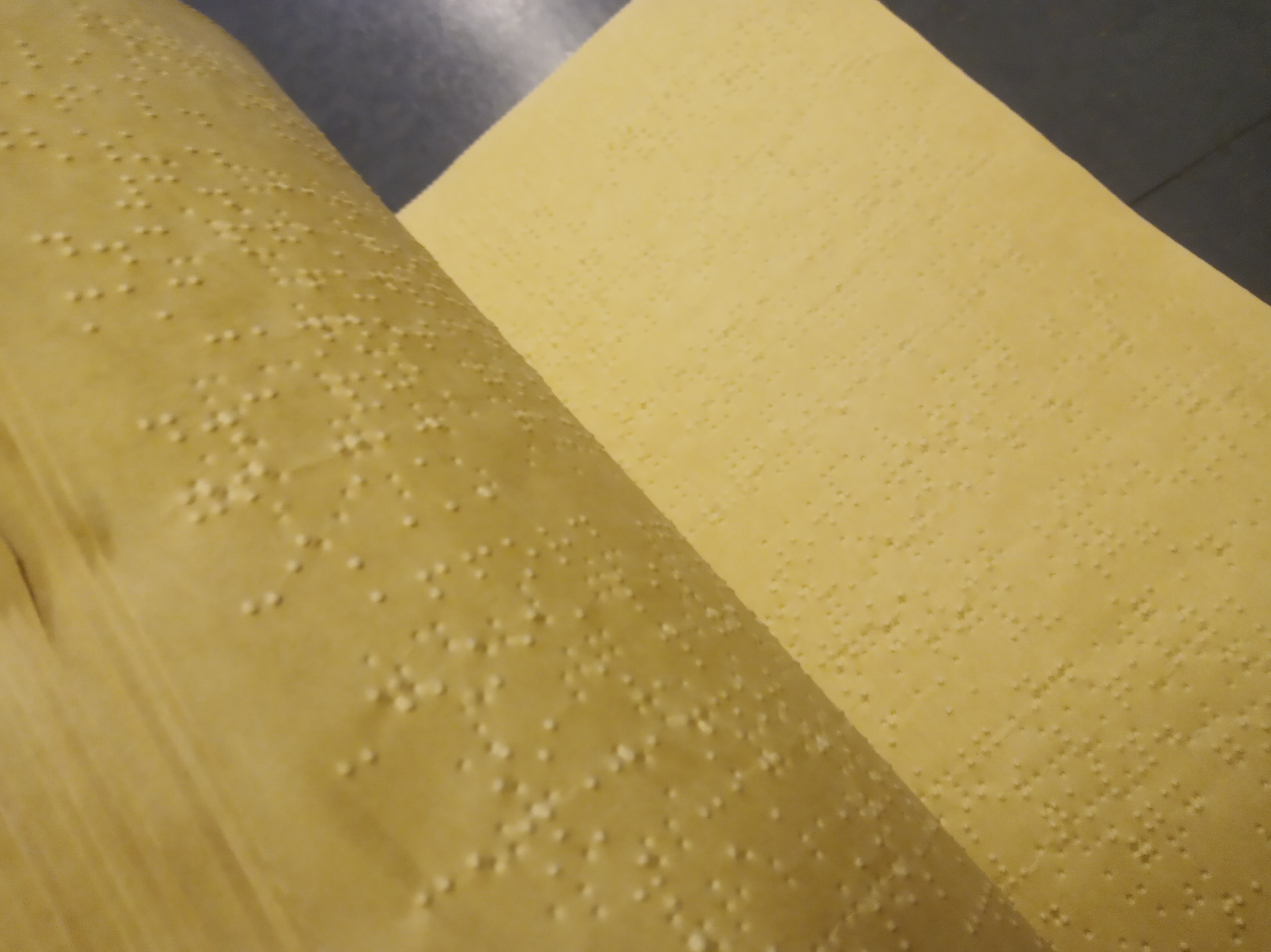
一本盲文书籍

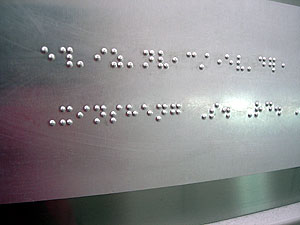
台北市行人地下道的點字標誌，圖中上行為「新生南路三段」

盲文的六點排列圖

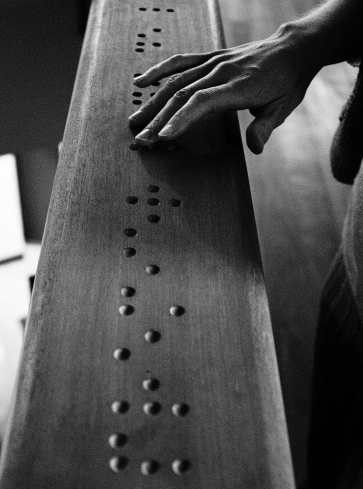
點字"PREMIER"，圖中手以下的部分，由下往上

在電腦的使用範疇內，盲人可以配合點字顯示機將螢幕上的文字即時轉化成點字；而為了能表達ASCII的所有符號，故有增至八點的點字產生。

## 拉丁字母表示法
26個拉丁字母表示法如下：
| a | b | c | d | e | f | g | h | i | j |
| - | - | - | - | - | - | - | - | - | - |
|   |   |   |   |   |   |   |   |   |   |
| k | l | m | n | o | p | q | r | s | t |
|   |   |   |   |   |   |   |   |   |   |
| u | v | w | x | y | z |   |   |   |   |
|   |   |   |   |   |   |   |   |   |   |

上表中第一行只用第1、2、4、5四個點，第二行由第一行加第3點而得，第三行除「w」外，其餘（即「uvxyz」）均由第一行（即「abcde」）加第3、6點而得，「w」則由第一行的「j」加第6點而得。第一行十個字母的符形也有一定規律，前三個字母（abc）和元音字母（aei）只有一個或兩個凸點，第4、6、8、10個字母（dfhj）有三個凸點，剩下的g有四個凸點。
特性是1必須有點，如果沒有就是2和4必須有點，這樣可以讓盲人閱讀時有一個原點來判斷相對位置。
不同點語言的盲文對標點、帶音符的拉丁字母以及字母组合有不同的規定。例如盲符⠡，在英語盲文中表示字母组合ch，在德語盲文中表示字母组合au，在法語盲文中表示帶長音符的字母。

## 數字
阿拉伯数字表示法有布萊葉和安托萬兩種。布萊葉式比較常用，英語盲文、漢語盲文等眾多盲文都使用這種形式；安托萬式主要用於法語盲文。
|          | 數字符号（前缀） | 1 | 2 | 3 | 4 | 5 | 6 | 7 | 8 | 9 | 0 |
| -------- | ---------------- | - | - | - | - | - | - | - | - | - | - |
| 布萊葉式 |                  |   |   |   |   |   |   |   |   |   |   |
| 安托萬式 |                  |   |   |   |   |   |   |   |   |   |   |

布萊葉式用前十個字母表示1到0，安托萬式的1-9是在布拉耶式基礎上加6點，安托萬式的0是布拉耶式的數字符號。

## 漢語點字
由於中文字是方塊字，包含多種筆劃，故中文點字都是以點字拼出字音，不同地區有個別的點字系統，顯然，中文點字的缺陷便是容易造成同音異字的混淆（也有另一種方式，是類似倉頡輸入法與嘸蝦米輸入法，按照中文字的字根設計，即日本的漢字點字，這樣就不會有同音異字的混淆，但是要記的部分非常多），另一個問題，是盲人由於缺乏對漢字的訓練，會對漢字一無所知。例如在香港，不少盲人只懂得講或打點字而不會寫字，就是這個原因。

### 中國大陸
中國大陸使用的漢語盲文方案有現行盲文和漢語雙拼盲文兩種。目前以現行盲文更為通用。兩種盲文都是表音文字，通常不區分同音字（必要時除外）。這兩個方案的數字表示法相同，都是布萊葉式。
自第四套人民幣開始，鈔票上亦有用凹版油墨印出鈔票金額的盲文。在第五套人民幣中，用來表示“0”的三點被連在一起。
2018年5月，《国家通用盲文方案》由国家语言文字工作委员会规范标准审定委员会审定，经中国残疾人联合会、教育部、国家语言文字无语工作委员会同意，作为语言文字规范发布，自2018年7月1日起实施。

### 臺灣
臺灣點字又稱國語點字、注音符號點字。每個音节由三方盲符拼成，分别表示聲母、韵母、聲调。國語點字與注音符號對映，但是有幾點區别：
- 第一聲記號不可省略
- 結合韻不可寫成兩個韻母
- 單聲母字需加上韻母ㄦ

### 香港
在香港，中文點字系統使用廣州粵語的拼音，粵音共九個聲調，由三個方塊分別代表由聲母、韻母及聲調組成一個發音，但第一、第七聲不標音，即由二個方塊代表包含聲母及韻母的第一及第七聲單字。另外，如果遇到「零聲母」的情況，則要在韻母後加入一空格，以作辨識。

### 比較
不同地區裡漢字「岑」的點字：（只有日本是字形點字，其他都是字音點字）
中國大陸：
（現行盲文）  （c + en + 2）
（漢語雙拼盲文） （c + én）
（國家通用盲文） （c + en）
台灣：  （ㄘ + ㄣ + ˊ）
香港：  （s + am + 4）
日本：  （や/病 + り/分 + 選擇器1）

## 外部連結
機構組織
- 財團法人愛盲基金會
- Association Valentin Haüy
- Braille Authority of North America （页面存档备份，存于）

圖書館
- The National Library for the Blind （页面存档备份，存于）
- Libraries Australia （页面存档备份，存于） - catalog of Braille in 800+ Australian libraries

盲文學習
- Learn Braille on the Internet For Free
- Braille Bug - an educational site for kids, from the American Foundation for the Blind （页面存档备份，存于）

盲文歷史
- Proceedings of “Braille 1809-2009: Writing with six dots and its future” （页面存档备份，存于）, international conference held at the Headquarters of UNESCO (Paris) from 5 to 8 January 2009
- Celebrating 200 Years of Braille （页面存档备份，存于）

盲文相关文件
- English Braille: American Edition （页面存档备份，存于）
- Library of Congress Instructional Manual for Braille Transcribing （页面存档备份，存于）

盲文相关法律
- India-Right to Information Act in Braille （页面存档备份，存于）
- US copyright exemption for Braille （页面存档备份，存于）

特定語文參考文獻
- Devanagari to (Bharati) Braille Converter[永久] Download or use online.
- Bharati Braille for Indian Languages

盲文電腦資源
- Braille for various scripts
- Free Braille fonts （页面存档备份，存于）
- Brailliac(盲文學習及輸入軟件)（页面存档备份，存于）